# Djewol
Djewol (ou Djéol, en arabe : جول) est une commune rurale du sud de la Mauritanie, située dans le département de Kaédi de la région de Gorgol.

## Géographie
La commune de Djewol est située à l'ouest dans la région de Gorgol et elle s'étend sur 486 km2.
Elle est délimitée au nord par la commune de Ganki, à l’est par les communes de Lexeiba 1 et de Tokomadji, au sud par le fleuve Sénégal, qui fait la frontière avec le Sénégal, à l’ouest par la commune de Kaédi.

## Histoire
Djewol a été érigée en commune par l'ordonnance du 20 octobre 1987 instituant les communes de Mauritanie.
Djewol est jumelée avec la commune de Noisy-le-Sec, en France.

## Démographie
Lors du Recensement général de la population et de l'habitat (RGPH) de 2000, Djewol comptait 11 532 habitants.
Lors du RGPH de 2013, la commune en comptait 14 425, soit une croissance annuelle de 1,8 % sur 13 ans.

## Administration

### Liste des maires
| Période                                  | Période | Identité           | Étiquette | Qualité |
| ---------------------------------------- | ------- | ------------------ | --------- | ------- |
| Les données manquantes sont à compléter. |         |                    |           |         |
| 2013                                     | 2018    | Ba Abdallahi       |           |         |
| 2018                                     | 2023    | Ly Oumar Abdoulaye | UPR       |         |

## Économie
L'agriculture est au centre de l'économie de Djewol, comme quasiment toutes les communes de la région. Mais cette économie est fragile car elle rencontre des obstacles à son développement, notamment les conditions climatiques ou le manque de moyens des agriculteurs. Pour faire face à ces obstacles, l'état ou différentes ONG financent des projets qui améliorent les conditions de vie des habitants.